# 111丁目駅 (BMTジャマイカ線)
111丁目駅（111ちょうめえき、英語: 111th Street）は、クイーンズ区リッチモンド・ヒルの111丁目とジャマイカ・アベニュー交差点に位置するニューヨーク市地下鉄BMTジャマイカ線の駅である。J系統が終日停車する。ラッシュ時混雑方向に運転されるZ系統は通過する。

## 駅構造
| P ホーム階 | 相対式ホーム、右側のドアが開く | 相対式ホーム、右側のドアが開く |
| P ホーム階 | 南行緩行線                     | ← ブロード・ストリート駅行き（朝ラッシュ：ウッドヘイブン・ブールバード駅、その他時間帯：104丁目駅） ← 通過                                                           |
| P ホーム階 | 中央線                         | → 引上線（定期列車入線なし） |
| P ホーム階 | 北行緩行線                     | → ジャマイカ・センター-パーソンズ/アーチャー駅行き（夕ラッシュ：サットフィン・ブールバード-アーチャー・アベニュー-JFKエアポート駅、その他時間帯：121丁目駅）→ 通過 → |
| P ホーム階 | 相対式ホーム、右側のドアが開く | |
| M          | 改札階                         | 改札口、駅員詰所、メトロカード自動券売機 |
| G          | 地上階                         | 出入口 |

駅はブルックリン高架鉄道によってサイプレス・ヒルズ駅から延伸された1917年5月28日に開業した。駅は相対式ホーム2面3線の駅だが、中央線は引上線になっており定期列車は運行されない。引上線は南北の車止めで終わっており、駅北側に南北の本線と接続する転轍機を設置している。なお引上線に北側から進入する際はいったん本線で折り返さなければならない。また過去にBMTレキシントン・アベニュー線の折り返し列車やアーチャー・アベニュー線開業前に121丁目駅以北の区間が廃止された際に使用された実績がある。
当駅のアートワークはジャマイカ線他4駅でも見られるキャサリーン・マッカーシーによって作られたFive Points of Observationである。

### 出口
ホーム西端から通じる改札には回転式改札機や待合所があり、改札外には券売機や詰所があるほか111丁目とジャマイカ・アベニュー交差点南東・北東に通じる階段が1つずつある。
ホーム東端からは廃止された改札への階段があるが閉鎖され、現在は倉庫や事務所として使用されている。